# Jean-Baptiste de La Curne de Sainte-Palaye
Jean-Baptiste de La Curne de Sainte-Palaye   (Auxerre, 6 de juny de 1697 - París, 1 de març de 1781) fou un historiador, filòleg i lexicògraf francès.

## Biografia
Jean-Baptiste de La Curne de Sainte-Palaye nasqué a Auxerre el 1697, com ho indica el seu cognom, al si d'una família de la noblesa francesa. El seu pare era un cavaller del duc d'Orleans. Tenia un germà bessó amb qui mantingué una relació fusional que feu que no se separaven gairebé mai.
Per mor de la seva salut malaltissa, Sainte-Palaye només començà els estudis clàssics quan tenia 15 anys. Malgrat això s'hi dedicà amb tanta empenta i energia que obtingué gran èxit i notorietat, i així el 1724 esdevingué membre de l'Acadèmia d'Inscripcions i belles lletres, després de dur a terme un estudi dels cronistes medievals, que el portà a buscar els orígens de la cavalleria.
Feu un viatge a Polònia el 1725 i romangué un any a la cort del rei Estanislau I com a encarregat de la correspondència entre el sobirà polonès i la cort reial francesa. Va mantenir vincles especials amb Stanislaus, assessorant-lo durant la fundació de la Royal Society of Nancy el 1752.
Després d'aquesta estada, tornà a França i escrigué una memòria sobre dos extractes de Tit Livi i Dionís d'Halicarnàs el 1727 i alhora diverses obres sobre història de Roma i més endavant historiografia francesa. Fou elegit membre de l'Académie française el 1758.

## Obres
- Dictionnaire historique de l'ancien langage françois (1749?)[4]
- Lettre de divers auteurs sur le projet d'une place devant la colonnade du Louvre, pour y mettre la statue équestre du Roy (1749)
- Lettre à M. de B. [Bachaumont] sur le bon goût dans les arts et dans les lettres (1751)
- Histoire ou romance d'Aucassin et de Nicolette, tirée d'un ancien manuscrit composé vers le temps de S. Louis, et mise en langage moderne (1752)
- Mémoires sur l'ancienne chevalerie, considérée comme un établissement politique et militaire (1753)
- Mémoires sur l'ancienne chevalerie, nova edició augmentada (1781)
- Les Amours du bon vieux temps. On n'aime plus comme on aimoit jadis (1756)
- Projet d'un glossaire françois (1756)
- Discours prononcé dans l'Académie françoise, le lundi 26 juin MDCCLVIII, à la réception de M. de La Curne de Sainte-Palaye (1758)
- Dictionnaire de la langue romane, ou du vieux langage françois (1768)
- Histoire littéraire des troubadours, contenant leurs vies, les extraits de leurs pièces, et plusieurs particularités sur les mœurs, les usages et l'histoire du douzième et du treizième siècles, 3 vol. (1774)